# La gabbianella e il gatto (Original Motion Picture Soundtrack)
La gabbianella e il gatto (Original Motion Picture Soundtrack) è un album in studio di David Rhodes e colonna sonora del film omonimo, pubblicato dalla Real World Music nel 1998 e distribuito dalla Sony Music.

## Descrizione
L'album, scritto, composto ed eseguito da David Rhodes, contiene tutta la colonna sonora del film e le canzoni cantate ma, non le relative basi musicali. Le sei canzoni sono state inizialmente adattate in italiano su richiesta di Enzo D'Alò, direttore e co-sceneggiatore del film, da Bruno Tognolini ma quattro di queste sono state rivedute e modificate. Successivamente lo scrittore ha pubblicato le prime versioni delle quattro canzoni sul suo sito.
So volare e Il canto di Kengah sono state largamente modificate, in particolar modo nelle strofe, da Ivana Spagna che le ha anche eseguite. Inoltre, inizialmente il titolo italiano della seconda canzone citata era L'ultimo canto di Kengah. A differenza delle due canzoni cantate da Ivana Spagna, Duro lavoro e Noi siamo i topi sono state completamente riscritte, a partire dai titoli stessi che erano rispettivamente Siamo noi e L'onda nera, da Bettina Baldassari.
La copertina dell'album è la stessa della locandina del film ma i colori giallo e rosso sono sostituiti da due diversi tipi di blu. Il booklet contiene i testi di tutte le canzoni con accanto le foto degli interpreti, le immagini dei personaggi del film e i crediti delle canzoni. Nella traccia 20 e nei crediti il nome di Pallino viene riportato come "Yo-Yo".

## Tracce
Testi e musiche di David Rhodes; edizioni musicali Real World Music Ltd/EMI Publishing Italia.
1. Duro lavoro – 3:41 (testo: Bettina Baldassari)
2. La battaglia nel porto – 2:32
3. Bubulina – 0:30
4. L'incidente – 0:40
5. Kengah e Igor – 2:40
6. Un imprevisto dal cielo – 0:46
7. Zorba incontra Kengah – 1:52
8. Canto di Kengah – 3:11 (testo: Bruno Tognolini e Ivana Spagna)
9. La trama del Grande Topo – 1:05
10. Zorba cova l'uovo – 0:42
11. La nascita della gabbianella – 1:52
12. Nel museo – 0:24
13. Tutti al porto – 0:23
14. A caccia di mosche – 0:11
15. La chiameremo Fortunata – 0:28
16. Siamo gatti – 3:24 (testo: Bruno Tognolini)
17. Nina e i gatti – 0:47
18. Il litigio – 0:33
19. Bubulina e Zorba – 0:58
20. La confessione di Yo-Yo – 0:42
21. Non sono un gatto – 3:04 (testo: Bruno Tognolini)
22. Noi siamo i topi – 6:25 (testo: Bettina Baldassari)
23. Non sono tua mamma – 0:32
24. Prove di volo – 1:03
25. Anche Segretario prova a volare – 0:55
26. Sul mare – 1:36
27. Nel sogno di Nina – 2:51
28. So volare – 5:20 (testo: Bruno Tognolini e Ivana Spagna)

Durata totale: 49:07

## Crediti

### Musicisti
- Ivana Spagna – voce in Canto di Kengah e So volare
- Leda Battisti – voce in Non sono un gatto
- Samuele Bersani – voce in Siamo gatti
- Gaetano Curreri – voce in Duro lavoro e Noi siamo i topi
- Antonio Albanese – voce in Duro lavoro e Noi siamo i topi
- Martina Carpani – voce in Siamo gatti
- Pierpaolo Silvestri – voce in Siamo gatti
- David Rhodes – Chitarra elettrica, chitarra acustica, chitarra classica[3]
- Graham Henderson –  fisarmonica
- John Giblin – basso
- Dave Power – batteria

### Produzione
- Dave T. – Coordinamento artistico per Judgeday Ltd
- Rebecca Parson – Coordinamento artistico per Judgeday Ltd
- Rob Bozas – Coordinamento artistico per Real Word Music Ltd
- Jane Gealy – Coordinamento artistico per Real Word Music Ltd
- Lula Sarchioni – Coordinamento artistico per EMI Music Publishing Italia
- Rudy Zerbi – Coordinamento artistico per Sony Music Entertainment
- Richard Evans – Tecnico del suono
- Stuart Bruce – Tecnico supplementare
- Giuseppe Spada – Grafica
- Maurizio Viola – Produzione esecutiva
- Richard Evans – Registrazione e mixaggio presso Real World Studios, whistle e flauto
- Andrea Salvioli – Registrazione di Duro lavoro e Noi siamo i topi presso Studio Chorus (Bologna)
- Theo Spagna – Registrazione e mixaggio di Canto di Kengah e So volare
- Marco Borsatti – Registrazione e mixaggio alla Fonoprint (Bologna) di Siamo gatti